# Hasenbergbrücke

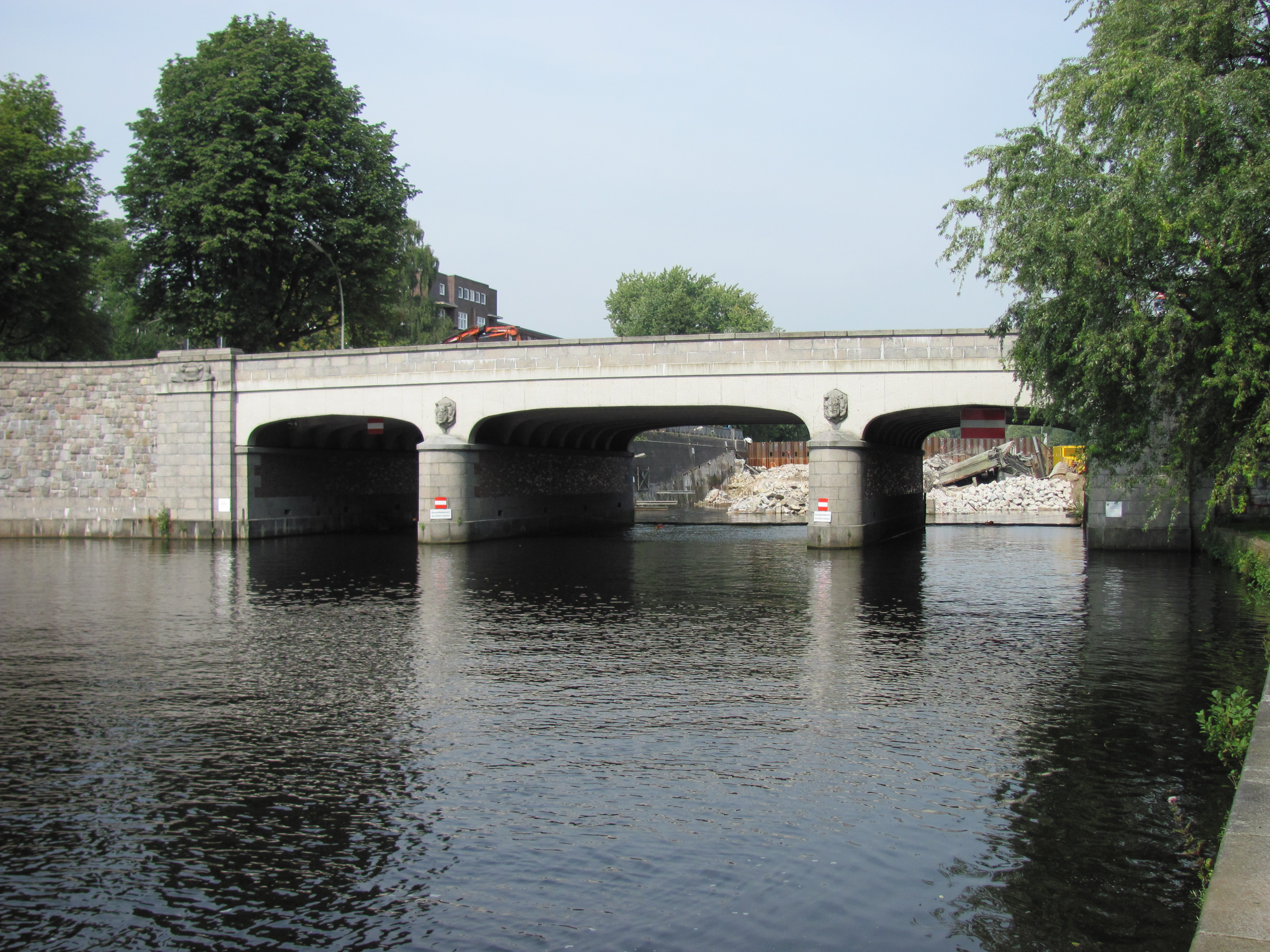
Hasenbergbrücke

Die Hasenbergbrücke ist eine Straßenbrücke im Hamburger Stadtteil Ohlsdorf. Sie ist benannt nach der Straße Am Hasenberge, die mit ihr die Alster quert.
Die Hasenbergbrücke wurde im Jahr 1913 nach einem Entwurf von Fritz Schumacher errichtet und ist mit der Nummer 23314 in der Denkmalliste der Hamburger Kulturbehörde aufgeführt.
Die Hasenbergbrücke liegt direkt unterhalb der damals neu errichteten Fuhlsbütteler Schleuse und bildet mit dieser, dem Familienbad Ohlsdorf, dem Lösch- und Ladeplatz sowie den umliegenden Parkanlagen ein Ensemble. In den Jahren 1999 und 2000 wurde die Brücke gegen einen Neubau ersetzt, der dem historischen Vorbild entspricht. Die 32,55 m lange Brücke trägt die Brückennummer 242 und die Bauwerksnummer 2326 093.
Die Hasenbergbrücke markiert die nördliche Grenze des Geltungsbereichs des Hamburger Hafenverkehrs- und Schifffahrtsgesetzes (vom 3. Juli 1979). Daher machen die Schiffsführer der Alsterdampfer an dieser Stelle die Passagiere scherzhaft darauf aufmerksam, dass man sich nunmehr im nördlichsten Bereich des Hamburger Hafens befände.